# 3 Lincoln Center
3 Lincoln Center ist ein gemischt genutzter Wolkenkratzer auf der West Side von Manhattan in New York City, Vereinigte Staaten. Das Wohnhochhaus ist Teil eines Gebäudekomplexes im Lincoln Center auf der Upper West Side.

## Beschreibung
3 Lincoln Center befindet sich an der Ostseite der Amsterdam Avenue zwischen der West 65th und West 66th Street im Viertel Lincoln Square. Das Gebäude ist einen Block vom Broadway und wenige Meter vom Kulturzentrum Lincoln Center entfernt. Östlicher Nachbar ist die Schauspiel-Hochschule Juilliard School. Westlich liegt gegenüber der Schulkomplex Martin Luther King Jr. Educational Campus, in dem sieben selbständige High Schools integriert sind.
Der vom Architekturbüro Davis Brody Bond entworfene Komplex wurde 1993 fertiggestellt. Der Wohnturm ist 181,4 m (595 Fuß) hoch und hat 60 Etagen. Bei seiner Eröffnung war er das höchste Gebäude auf der Upper West Side. Das Bauwerk hat einen zehnstöckigen mit hellbeigen Naturstein verkleideten Sockel, darüber erhebt sich an der Nordwestecke der Turm mit einer grau-schwarzen Glasfassade, die mit schmalen roten Querstreifen unterteilt ist. Die ersten 15 Etagen werden vom The Lincoln Center for the Performing Arts genutzt. Der Wohnturm beherbergt ab der 16. Etage 347 luxuriöse Eigentumswohnungen. Er bietet für seine Bewohner einen Pool, eine Sauna, ein Dampfbad, eine Aerobic-Anlage, Catering-Küche, ein Kinderspielzimmer und ein Parkhaus. Die große Lobby ist mit  Mahagoni-, Kirsch- und dänischen Buchenholz verkleidet. 
Der Komplex umfasst an der Südostecke an der West 65th Street das 17-stöckige mit beigen Naturstein verkleidete Hochhaus „Meredith Willson Residence Hall“, das das Studentenwohnheim der Juilliard School beherbergt. Ebenfalls an der West 65th Street sind im Sockel das Theater Samuel B. & David Rose Building und die Ballettschule The School of American Ballet untergebracht.
Das Erdgeschoss des Komplexes wird zum großen Teil von einer Filiale der öffentlichen Bibliothek Riverside Library belegt. An der Nordwestecke an der Amsterdam Avenue befindet sich die Feuerwache „FDNY Engine 40/Ladder 35“ des New York City Fire Departments. Der Haupteingang ist in der West 66th Street.